# Cathy O'Neil
Catherine ("Cathy") Helen O'Neil és una matemàtica estatunidenca, autora del bloc mathbabe.org i de diversos llibres sobre ciències de dades, incloent Weapons of Math Destruction (Armes de Destrucció Matemàtica). Va ser l'exdirectora del Programa Lede en Pràctiques de Dades de l'Escola Superior de Periodisme de la Universitat de la Columbia i ha treballat com a consultora científica de dades als Johnson Research Labs.
Viu a la ciutat de Nova York i va ser activa en el moviment Occupy Wall Street.

## Educació i carrera professional
O'Neil va estudiar a la Universitat de Berkeley, es va doctorar en matemàtiques a la Universitat Harvard el 1999, i posteriorment va ocupar llocs als departaments de matemàtiques del MIT i del Barnard College, investigant en geometria aritmètica algebraica. El 2007 va deixar el món acadèmic i va treballar durant quatre anys en el sector financer, inclosos dos anys a l'empresa multinacional de gestió d'inversions D. E. Shaw. Després de desencantar-se del món de les finances, O'Neil es va involucrar en el moviment Occupy Wall Street, participant en el seu Grup de Banca Alternativa.
És la fundadora del blog mathbabe.org.
El seu primer llibre Doing Data Science, va ser escrit amb Rachel Schutt i publicat el 2013. En 2014 va llançar el Programa Lede de Periodisme de Dades a Columbia.
En 2016, es va publicar el seu llibre Weapons of Math Destruction (Armes de Destrucció Matemàtica), que va ser inclòs en la llista del National Book Award for Nonfiction (Premi Nacional del Llibre de No Ficció) que es va convertir en un best-seller.
Quan el Departament d'Habitatge i Desenvolupament Urbà dels Estats Units va proposar una revisió de la norma 'disparate impact' en relació amb les reclamacions per discriminació en matèria d'habitatge el 2019, va col·laborar amb la CyberLaw Clinic de la Facultat de Dret de Harvard per mostrar "com la norma causaria i reforçaria el mal".
És la fundadora d'O'Neil Risk Consulting & Algorithmic Auditing (ORCAA), una empresa d'auditoria algorísmica, forma part del consell assessor de la Harvard Data Science Review, i col·labora amb Bloomberg View.